# Tiworo-Inseln
Die Tiworo-Inseln (indonesisch Kepulauan Tiworo) sind eine indonesische Inselgruppe bei der Insel Sulawesi (Celebes).

## Geographie

### Lage
Die Tiworo-Inseln liegen in der Tiworo-Straße zwischen der Insel Sulawesi und dem Nordwesten der Insel Muna.
Alle Inseln gehören zum 2014 gegründeten Regierungsbezirk (indonesisch Kabupaten) Westmuna (indonesisch Muna Barat) in der Provinz Südostsulawesi (indonesisch Sulawesi Tenggara).
19 Inseln gehören zum Distrikt (indonesisch Kecamatan) Nordtiworo (indonesisch Tiworo Utara): Die größte Insel des Archipels ist Bangkomalampe. Nördlich davon liegen Latoa, Pasipi und Masalokaan, weiter nördlich Sanggaleang, Maloang und Maloang Kecil, dann Simuang und Tasipi und schließlich Tiga, Santigi und Bero. Südlich von Bangkomalampe befinden sich Balu mit Santiri, der größten Siedlung und die Inseln Belanbelan Besar (Großbelanbelan) und Belanbelan Kecil (Kleinbelanbelan). Östlich von Latoa liegt eine kleine Inselkette: Kayuangi, Kayuangi Tengah (Zentralkayuangi) und Kayuangi Utara (Nordkayuangi). Südlich davon befindet sich das Inselchen Mandike.
Fünf Inseln im Südosten gehören zum Distrikt Tiworo Kepulauan (deutsch Tiworo-Inseln): Masaringan (Wasaringan), Indo und Lweame Besar im Nordwesten und Katela und Ransaweta im Südwesten, nahe der Küste von Muna.
Abseits im Südwesten liegt am Eingang der Muna-Straße die kleine Insel Nangku. Sie gehört zum Distrikt Zentraltiworo (indonesisch Tiworo Tengah).

### Klima
Es herrscht tropisches Klima mit Durchschnittstemperaturen zwischen 25 und 27 °C. Das Jahr teilt sich in eine Regenzeit von November und März, in der der Wind vom asiatischen Kontinent her weht und hohe Luftfeuchtigkeit Niederschläge bringt und eine Trockenzeit zwischen Mai und Oktober. Nun kommen trockene Winde von Australien her. 2005 registrierte man 128 Regentage mit insgesamt 1942 mm Niederschlägen. Die stärksten Regenfälle gab es im Dezember mit insgesamt 296 mm. Nur vier Regentag gab es im August mit insgesamt 31 mm.
Die Temperatur des Meerwassers liegt zwischen 27 und 29 °C, der Salzgehalt beträgt 3,3 bis 3,6 % und der pH-Wert 7,0 bis 7,4. Die Sichtweite unter Wasser schwankt von 12 bis 22 Meter.

### Fauna und Flora
Das Gebiet ist seit 2004 ein Meeresschutzgebiet. Hier finden sich Mangroven und vielfältige Küsten- und Seeressourcen. Zahlreiche Arten sind endemisch, so verschiedene Quallen, Anemonen, Schwämme, Seegurken, Schlangen, Seesterne, Krabben und Krebse und Korallenfische. Die Schutzzone soll den touristischen Wert der Region sichern.
Das Korallenriff von Masaringan ist allerdings weitgehend zerstört. Nur noch 33,27 % sind mit lebenden Korallen bedeckt. Schuld daran könnten Dynamitfischer gewesen sein.

## Einwohner
In Santiri leben 1595 Menschen (Zensus 2010). Tasipi hat 684, Tiga 831, Bero 415, Mandike 393 und Santigi 252 Einwohner.
Gesprochen wird vor allem der Muna-Dialekt, wie er allgemein im Nordwesten der Insel Muna üblich ist, während die Bevölkerung des Archipels eine Mischung aus der gleichnamigen Volksgruppe (auch Wuna genannt), Bugis, Bajau und Menschen von der Insel Kadatuang (südwestlich von Bau-Bau) sind.